# Stephan von Keeß
Ritter und Edler Stephan von Keeß (* 31. Oktober 1774 in Wien; † 13. Juni 1840 ebenda) war ein österreichischer Erfinder, Direktor des Technischen Kabinetts in Wien und Historiograph der österreichischen Industrie und Fabrikation.

## Leben

### Familie
Stephan von Keeß entstammte dem Rittergeschlecht der Keeß und war der dritte Sohn des Juristen Franz Georg von Keeß und dessen Ehefrau Ernestina (* 24. Januar 1754; † 10. März 1801 in Wien), die Tochter von Raimund Albrecht von Albrechtsburg; zu seinen elf Geschwistern gehörte unter anderem auch der Oberstleutnant Bernhard von Keeß.
Sein Onkel war der General Georg von Kees.
Er war mit Elisabeth verheiratet; gemeinsam hatten sie zwei Töchter (Ernestine (1812–1832) und Elisabeth († 17. April 1863 in Klagenfurt)), die beide mit dem Kämmerer und Postverwalter in Klagenfurt, Josef Lazarini (* 2. August 1802) verheiratet waren.
Stephan von Keeß wurde auf dem Friedhof in Brunn am Gebirge beigesetzt.

### Werdegang
Stephan von Keeß immatrikulierte sich zu einem Studium an der Universität Wien. Nach Beendigung des Studiums trat er bei der niederösterreichischen Regierung in den Staatsdienst und wurde 1810 erster Kommissar bei der niederösterreichischen Fabrikinspektion, einem Vorläufer der Gewerbeaufsicht.
Er gehörte bereits 1805 einer Deputation an, die aus dem Fürsten Prosper von Sinzendorf, Abt Ambros Rixner (1777–1812) von Seitenstetten, dem Abgeordneter der niederösterreichischen Stände Graf Julius von Veterani, dem Wiener Bürgermeister Stephan von Wohlleben, dem Oberkämmerer Schwinner und dem Rat Pöltinger bestand. Diese Delegation wurde den heran reitenden französischen Truppen entgegen gesandt, um über die Einnahme Wiens mit dem französischen Prinzen Joachim Murat zu verhandeln.
Nach seiner Beförderung zum niederösterreichischen Regierungssekretär, erhielt er 1835 die Stelle des Direktors des Technischen Kabinetts in Wien, das seit 1819 aufgebaut worden war und das auch 1835 öffentlich wurde. Eine ähnliche Einrichtung hatte er bereits 1810 begonnen, für sich privat anzulegen, die jedoch nur über 1.300 Rohstoffe und 10.000 Fabrikate verfügte; diese ging 1818 in den Besitz des königlich Ungarischen Nationalmuseums in Pest über. Das Technische Kabinett wurde in den 1840er Jahren mit dem k.k. Fabriksprodukten-Kabinett und einer Sammlung des k.k. Polytechnischen Instituts sowie weiteren Sammlungen zum Technologischen Kabinett vereint.
Er war auch am Aufbau der Technologischen Abteilung des Badner Rollettmuseums beteiligt.
Aufgrund seiner technischen Fähigkeiten und Begabungen verdankte ihm die Industrie zahlreiche nützliche Erfindungen und Verbesserungen.
In Droß bei Krems fand er zwei bislang unbeachtete Mineralien, eine der sogenannten Bergseife ähnliche Tonart, die beim Walken von Tüchern verwendet werden konnte, sowie einen feuerfesten Ton, der in der Porzellanfabrik (siehe Wiener Porzellanmanufaktur) in Wien dann benutzt wurde.
Er entwickelte unter anderem eine Maschine, mit der verschiedene Arten von Geschirr und Gerät aus dehnbaren Metallblechen in der Metallwarenfabrik in Lanzendorf hergestellt werden konnte. Weiterhin entwickelte er ein neues Verfahren, um auf kaltem Weg Öl aus den Samen ölhaltiger Pflanzen zu gewinnen; das Verfahren wurde später auch in Preußen patentiert. Er ersann eine neue Methode zum dekatieren für Stoffe und Textilien aus Wolle.
Während in den 1830er Jahren die Cholera in Wien wütete, erfand er einen sehr einfachen Luftreinigungsapparat, der mit Essigdämpfen arbeitete.
Er beschrieb die Sammlung des Technischen Kabinetts in seiner mehrbändigen Schrift Darstellung des Fabrik- und Gewerbewesens im österreichischen Kaiserstaate, die er von 1819 bis 1824 veröffentlichte. Seine weitere Schrift Systematische Darstellung der neuesten Fortschritte in den Gewerben und Manufacturen und des gegenwärtigen Zustandes derselben, die er, gemeinsam mit Wenzel Carl Wolfgang Blumenbach 1829 herausgab, verstand sich als Fortsetzung und Ergänzung zu seinen vorhergehenden Bänden.

## Mitgliedschaften
Stephan von Keeß war Mitglied der Landwirtschaftsgesellschaft in Wien, der mährisch-schlesischen Gesellschaft zur Beförderung des Ackerbaus und seit 1836 des Vereins zur Ermunterung des Gewerbsgeistes in Böhmen.

## Schriften (Auswahl)
- Darstellung des Fabrik- und Gewerbewesens im österreichischen Kaiserstaate.
  - 1. Band: Beschreibung der rohen Materialien welche in den Fabriken, Manufacturen und Gewerben des österreichischen Kaiserstaates verarbeitet werden. Wien, 1819 (Digitalisat).
  - 2. Band: Beschreibung der Fabricate, welche in den Fabriken, Manufacturen und Gewerben des österreichischen Kaiserstaates erzeugt werden.
    - Teil 1 mit einem vollständigen Grundrisse der Technologie. Wien, 1824 (s. Auflage) (Digitalisat).
    - Teil 2 mit einem vollständigen Grundrisse der Technologie. Wien, 1823 (Digitalisat).

  - Band 4: Anhang und Register. Wien, 1824 (Digitalisat).
- gemeinsam mit Wenzel Carl Wolfgang Blumenbach: Systematische Darstellung der neuesten Fortschritte in den Gewerben und Manufacturen und des gegenwärtigen Zustandes derselben.
  - 1. Band: Wien, 1829 (Digitalisat).
  - 2. Band: Wien, 1830 (Digitalisat).